# HEC Paris Innovation & Entrepreneurship Center

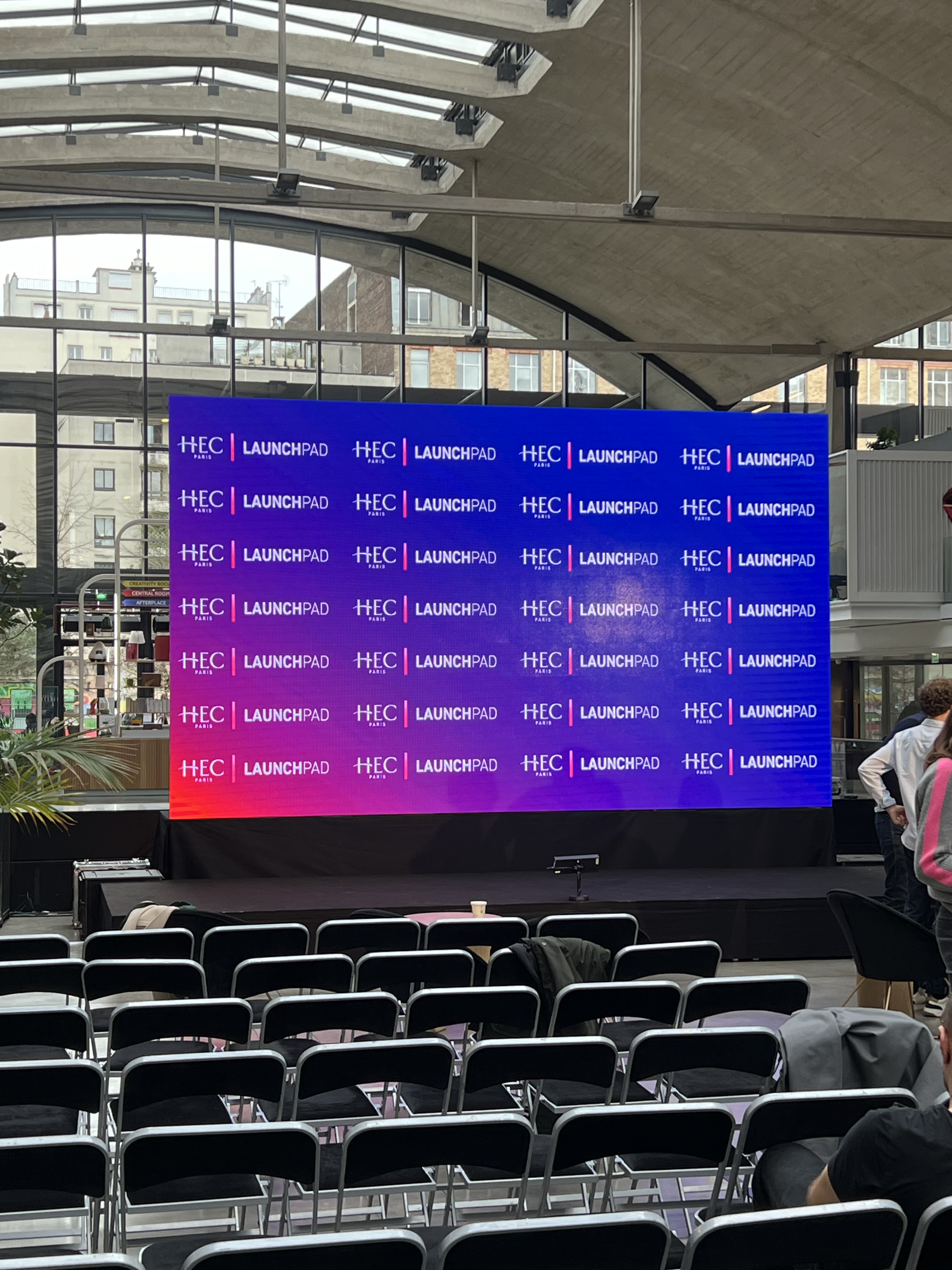
HEC Paris Startup Launchpad Demo Day 2024 na Station F

HEC Paris Innovation & Entrepreneurship Institute – centrum utworzone w celu promowania innowacji i przedsiębiorczości w HEC Paris. 

## Detale
Centrum jest częścią Station F i znajduje się zarówno w Paryżu, jak i Jouy-en-Josas. Około 500 uczniów uczestniczy w zajęciach na trzech stopniach (Master of Science X-HEC Entrepreneurs; Master of Science in Innovation and Entrepreneurship oraz Executive Master of Science in Innovation and Entrepreneurship) w roku szkolnym. Centrum współpracuje z Institut polytechnique de Paris (dokładniej École polytechnique) i Coursera. Kursy prowadzone w centrum obejmują kreatywność, globalną przedsiębiorczość, marketing przedsiębiorczy, tworzenie nowych przedsięwzięć, finanse typu venture, przedsiębiorczą sprzedaż i przedsiębiorczość społeczną.
Centrum prowadzi kilka programów dla studentów studiów licencjackich i magisterskich, a także dla wykładowców, których celem jest promowanie koncepcji przedsiębiorczości. Kilka inicjatyw rozpoczętych przez centrum podniosło świadomość w zakresie przedsiębiorczości i innowacji zarówno w społeczności Jouy-en-Josas, jak i w całym kraju.
Instytut został sklasyfikowany na czwartym miejscu w rankingu Financial Times „'Europe's leading start-up hubs” 2025.

## Wydarzenia i zajęcia
- Accélérateur ESS
- Post incubation
- HECTAR Accelerator L'Oréal Beauty Tech
- Meta X L'Oréal Accelerator Icade startup studio
- Incubateur HEC Paris
- Data for Managers
- HEC Startup Launchpad HEC Challenge +
- HEC Challenge + Afrique
- Igniting Innovation
- CDL - Creative Destruction Lab
- HEC Stand Up
- MOOCs
- Entrepreneurship & Digital Innovation
- HEC–TUM Summer Program
- Startup Sprint[9]